# Боско, Юрий Иванович
Ю́рий Ива́нович Боско́ (24 сентября 1930, Самарканд — 2 февраля 2019, Москва[уточнить], Россия) — советский художник-монументалист и портретист, профессор кафедры живописи МАрхИ, заслуженный художник РСФСР (1963), Народный художник Российской Федерации (2006).

## Биография
Родился 24 сентября 1930 года в городе Самарканд.
В Самарканде, во время Великой Отечественной войны, начал художественное образование. Позднее учился в Ташкенте и Москве[уточнить].
В 1956 году с отличием окончил Ленинградское высшее художественно-промышленное училище имени В. И. Мухиной по специальности «Монументально-декоративная живопись».
С 1978 года проживал в Москве, являлся профессором кафедры рисунка Московского архитектурного института.

Прометей — дворец культуры в Тольятти, 1975

Значительное место в творчестве Юрия Боско занимают монументальные произведения:
- барельеф «Прометей» на здании дворца культуры в Тольятти (совместно с скульптором Фетисовым);
- мозаика в Ленинском мемориальном центре Ульяновска
- композиция «Энергия — народу» на Волгоградской ГЭС
- роспись зала трудовой славы ОАО «АвтоВАЗ»

и множество других росписей, витражей и мозаик в Волгограде, Уральске, Самаре, Тольятти и других городах
Автор множества картин реалистической школы живописи, в том числе неоднократно репродуцированных в СССР картин «Будни Волгоградской ГЭС» и «Над Волгой» (1960-е гг.), «Волжанка» и «Волгари».
После распада СССР предпочтение в творчестве отдаёт портретной живописи. Среди его работ портреты архитекторов Левитана и Прядихина, художника Егидиса, народного артиста России Назарова, академика Комарова, фронтового санинструктора Марии Рохлиной (картина «О днях суровых святая память» к 60-летию победы в Великой Отечественной войне), серия портретов учёных-геологов, преподавателей МГУ.
Юрий Боско неоднократно участвовал в различных художественных выставках. Его работы были представлены публике в Германии, Польше, США, Великобритании, Франции, Японии, Китае, Болгарии а также многих городов России. В 2006 году в Центральном доме художника в Москве была организована совместная выставка работ Юрия Боско и его дочери, Анны Боско.
Картины Юрия Боско находятся в музеях и художественных галереях Москвы, в том числе в Третьяковской галерее, Санкт-Петербурга, Самары, Тольятти, Волгограда, Нижнего Новгорода, Перми а также за рубежом.
Работал в художественной мастерской в башне дома 13/21 на Смоленской площади, пока его не выселили в 2012 году.
Скончался в 2019 году[уточнить], об этом стало известно 5 февраля 2019 года. Прощание состоялось 5 февраля в подмосковном городе Королёв.

## Звания, награды и премии
- 1963 — Заслуженный художник РСФСР
- 2006 — Народный художник Российской Федерации[8]